# Parco nazionale Rago
Il parco nazionale Rago è un parco nazionale nella contea di Nordland in Norvegia. Rago confina con il parco nazionale Padjelanta che si trova in Svezia. Sommando la superficie di 167 km² del parco con quella del parco confinante, pari a 5.400 km².